# St. Georg (Ják)

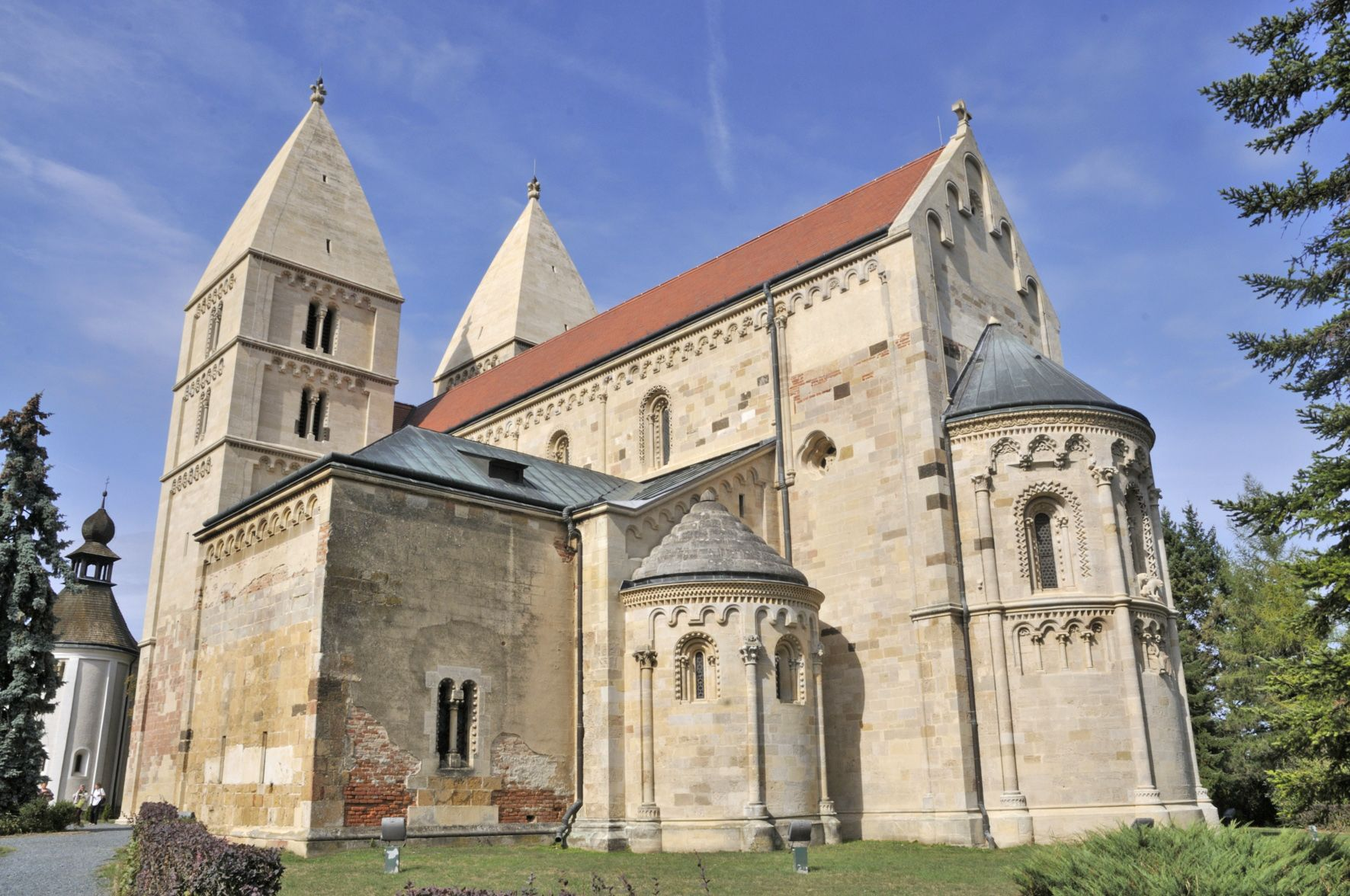
St.-Georgs-Kirche von Südosten; links die Jakobskapelle

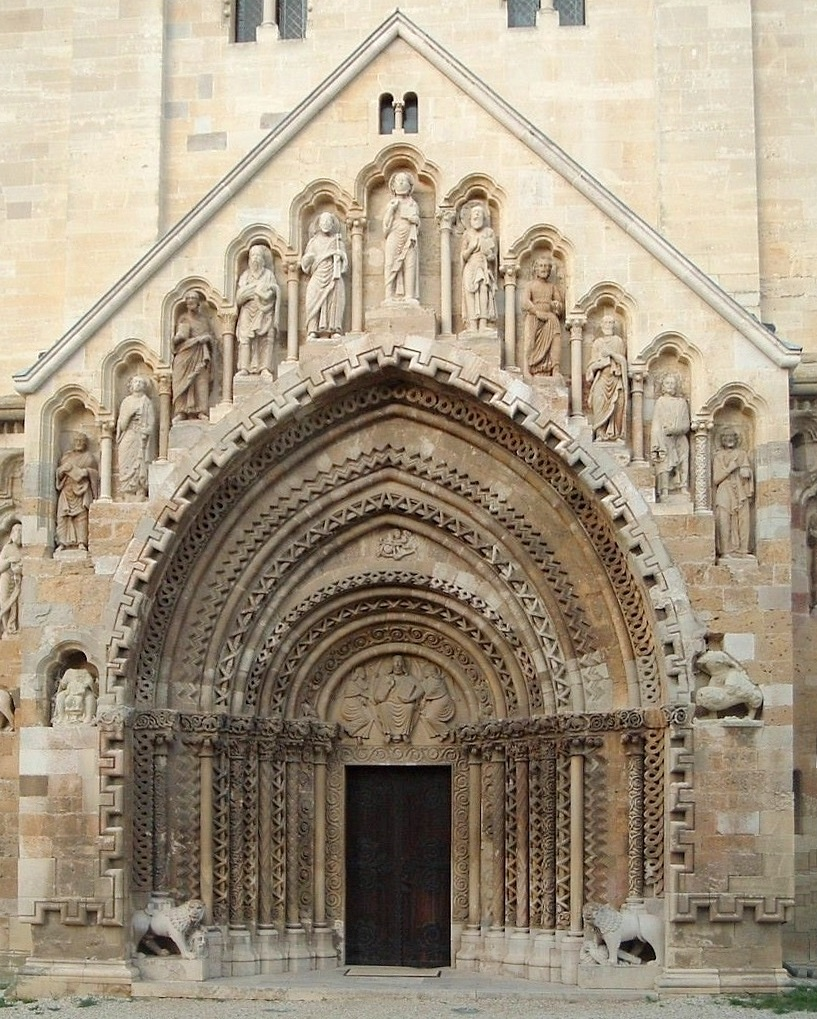
Westportal

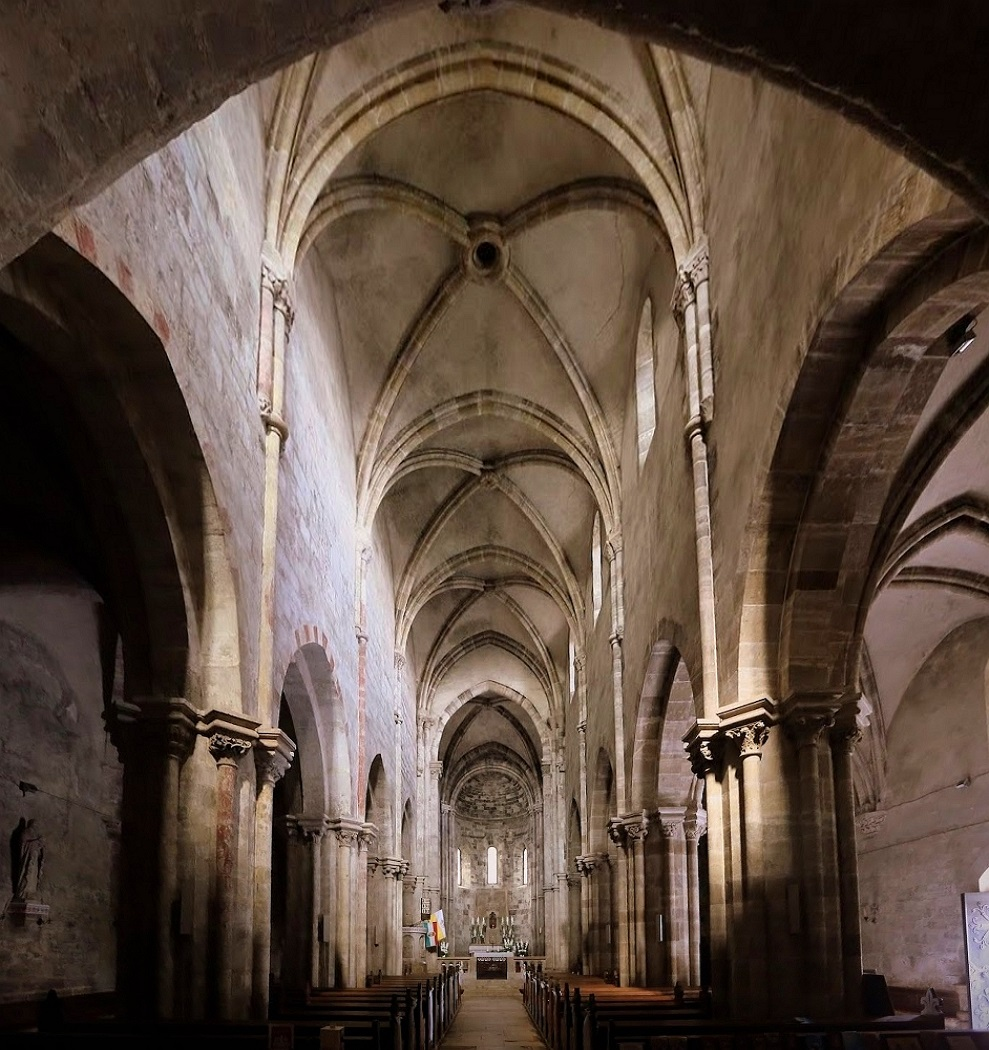
Inneres nach Osten

Die römisch-katholische Kirche St. Georg (ungarisch Szent György Apátsági-templom) in der ungarischen Gemeinde Ják bei Szombathely wurde im frühen 13. Jahrhundert als Benediktiner-Abteikirche erbaut. Die spätromanische Basilika mit reichem Skulpturenschmuck zählt zu den bedeutendsten erhaltenen Bauwerken ihrer Epoche in Ungarn.

## Geschichte
Kirche und Abtei wurden 1214 von Márton (Martin) aus der regionalen Adelsfamilie Ják gestiftet. Der Mongolensturm (Einfall der Tataren 1241 in Ungarn) unterbrach die Bauarbeiten. Die Abteikirche wurde deshalb erst 1256 von Bischof Amadeus II. von Győr geweiht. Dass sie nach der Auflösung des Benediktinerkonvents bis in die Gegenwart fast unbeschädigt blieb, verdankt sie ihrer Abgelegenheit. Ab 2002 erfolgte eine umfassende Restaurierung.
Als für die Ausstellung zur Jahrtausendfeier Ungarns 1896 im Budapester Stadtwäldchen das historistische Ensemble Burg Vajdahunyad geschaffen wurde, erhielt die Burgkapelle („Ják-Kapelle“) eine Kopie des romanischen Portals von St. Georg.

## Bauwerk
Die St.-Georgs-Kirche ist eine dreischiffige Basilika ohne Querhaus. Ihre romanische Grundform zeigt bereits etliche Spitzbögen und andere Merkmale der beginnenden Gotik, außerdem Spuren von Veränderungen aus nachgotischer Zeit. Das Langhaus umfasst vier Joche mit Kreuzrippengewölben und mündet im Osten in den Chor mit Rundapsis sowie zwei Nebenapsiden. Im Westen ist ein massives Westwerk mit zwei quadratischen Türmen vorgelagert, die das Erscheinungsbild der Kirche prägen. Zwischen ihnen befindet sich das Hauptportal, der kunstvollste Teil des Baus. Über sechs Säulenpaaren wölben sich ebenso viele rund- und spitzbogige, reich ornamentierte Arkaden. Das Tympanon enthält eine Reliefdarstellung des Pantokrators mit anbetenden Engeln. Im Giebel befinden sich Nischen mit Vollplastiken Christi und der Apostel. Im Inneren sind die figürlichen Kapitelle bemerkenswert, die „zu den schönsten romanischen Ornamenten“ gezählt werden. Von den einst bedeutenden Fresken ist nur wenig erhalten.
Von den Klostergebäuden sind noch Teile der Ringmauer sowie westlich der Abteikirche die St.-Jakobs-Kapelle erhalten. Diese, um 1260 im romanischen Stil errichtet, ist ein Zentralbau in Form eines Griechischen Kreuzes, dessen Arme von Zwei-Drittel-Kreis-Apsiden gebildet werden. Die Innenausstattung wurde im 18. Jahrhundert barockisiert.